# Religiose agostiniane del Sacro Cuore di Maria
Le Religiose Agostiniane del Sacro Cuore di Maria (in francese Religieuses Augustines du Saint-Cœur de Marie) sono un istituto religioso femminile di diritto pontificio: le suore di questa congregazione pospongono al loro nome la sigla S.C.M.

## Storia

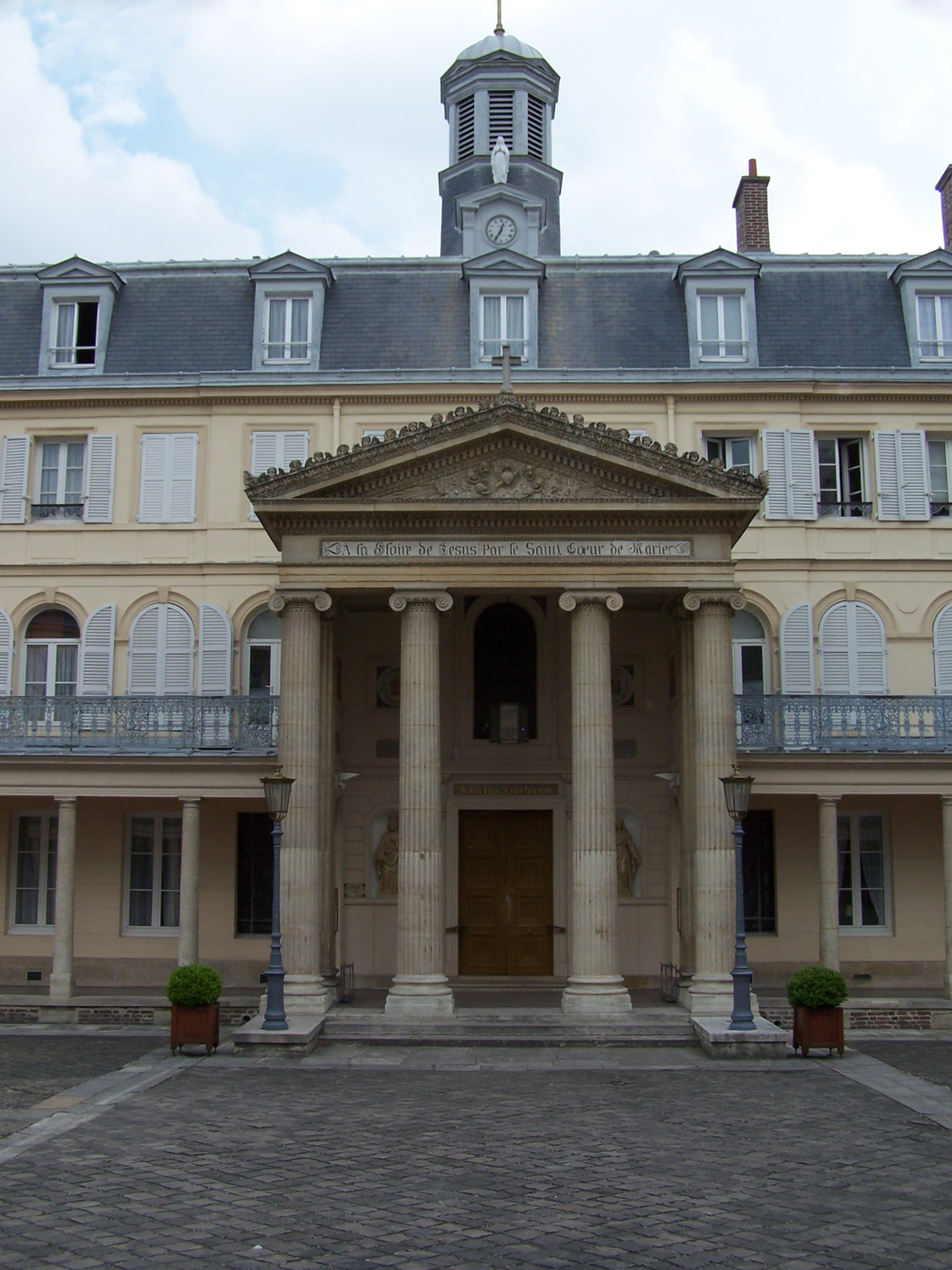
La casa madre della congregazione in rue de la Santé a Parigi

La congregazione fu fondata da Victoire Letellier (in religione Maria di Sant'Angela), già religiosa agostiniana ospedaliera nell'Hôtel-Dieu di Saumur. Nel 1826 gli amministratori dell'Hôtel-Dieu cacciarono le agostiniane, che vi prestavano servizio dal 1677: la Letellier, insieme con altre consorelle e con l'aiuto di Joseph Varin, nel 1827 diede inizio a Parigi alla nuova famiglia religiosa.
Nel 1877 papa Pio IX concesse il decreto di lode all'istituto, approvato definitivamente nel 1892; le costituzioni furono approvate nel 1927. La congregazione è aggregata all'ordine agostiniano dal 10 gennaio 1964.

## Attività e diffusione
Le suore si dedicano all'istruzione e all'educazione cristiana della gioventù, all'assistenza agli ammalati e all'opera dei ritiri spirituali.
Sono presenti solo in Francia; la sede generalizia è a Parigi.
Alla fine del 2008 la congregazione contava 27 religiose in 2 case.